# Обільна
Обі́льна — проміжна залізнична станція 4-го класу Запорізької дирекції Придніпровської залізниці на лінії Федорівка — Джанкой між станціями Мелітополь (7,8 км) та Федорівка (16 км). Розташована в селі Обільне Мелітопольського району Запорізької області.

## Історія
Будівництво залізниці на ділянці Запоріжжя I — Мелітополь почалося у 1872 році під час прокладання головного ходу до Мелітополя приватної Лозово-Севастопольської залізниці, а 28 червня 1874 року ця дільниця введена в експлуатацію.
Станція Обільна відкрита у 1932 році.
У 1969 році станція електрифікована постійним струмом (=3 кВ) в складі дільниці Запоріжжя I — Мелітополь.

## Пасажирське сполучення
На станції Обільна зупиняються приміські поїзди у Запорізькому, Мелітопольському напрямках. 
Рух приміських поїздів у Нововеселівському та Токмацькому напрямках припинений з 18 березня 2020 року на невизначений термін.

## Діяльність станції
На станції здійснюються:
- продаж приміських квитків;
- прийом та видача багажу, вантажів вагонними і дрібними відправками (є під'їзні колії).

## Галерея

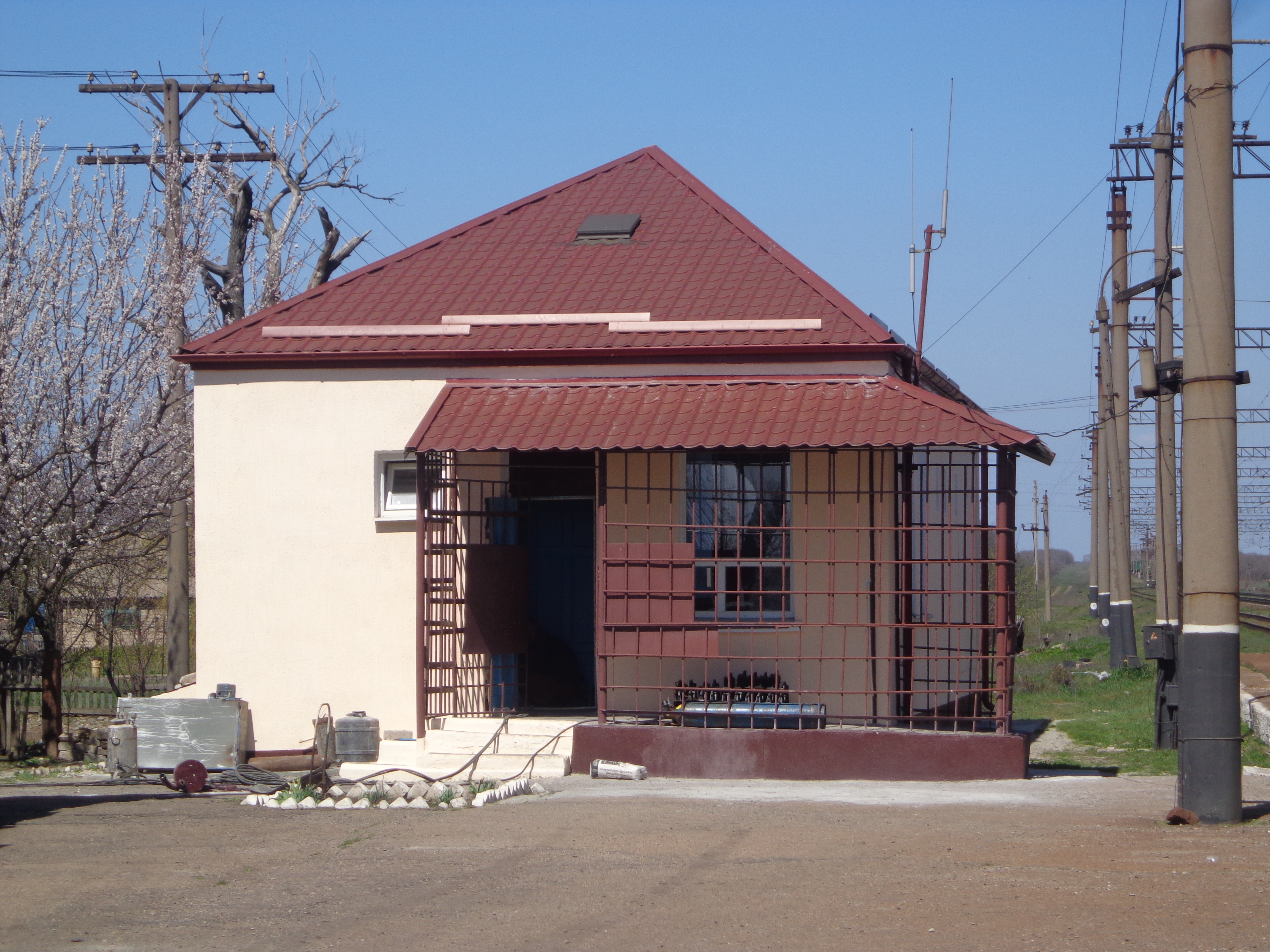
Будівля станції
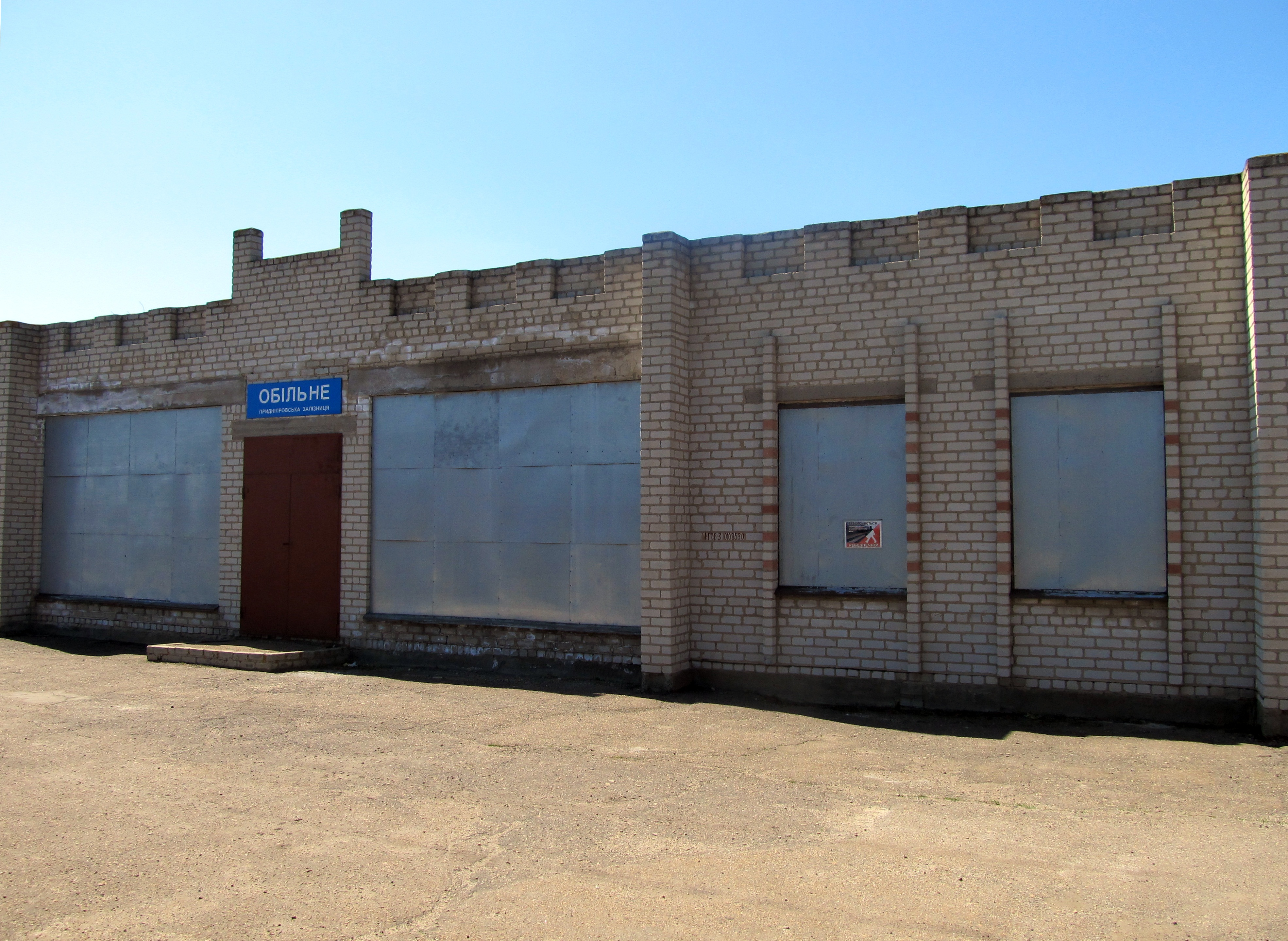
Будівля на платформі
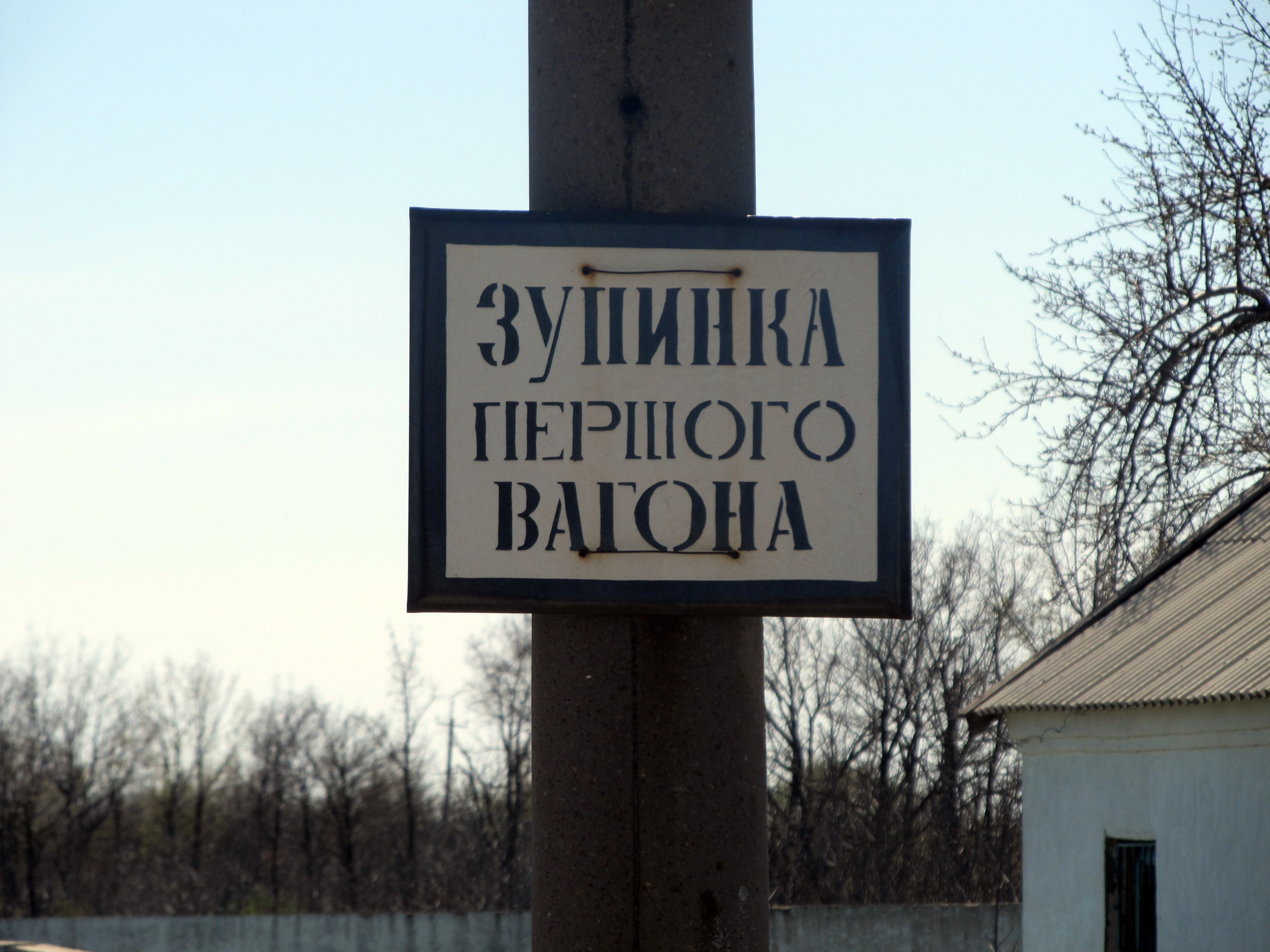
Табличка «Зупинка першого вагона»
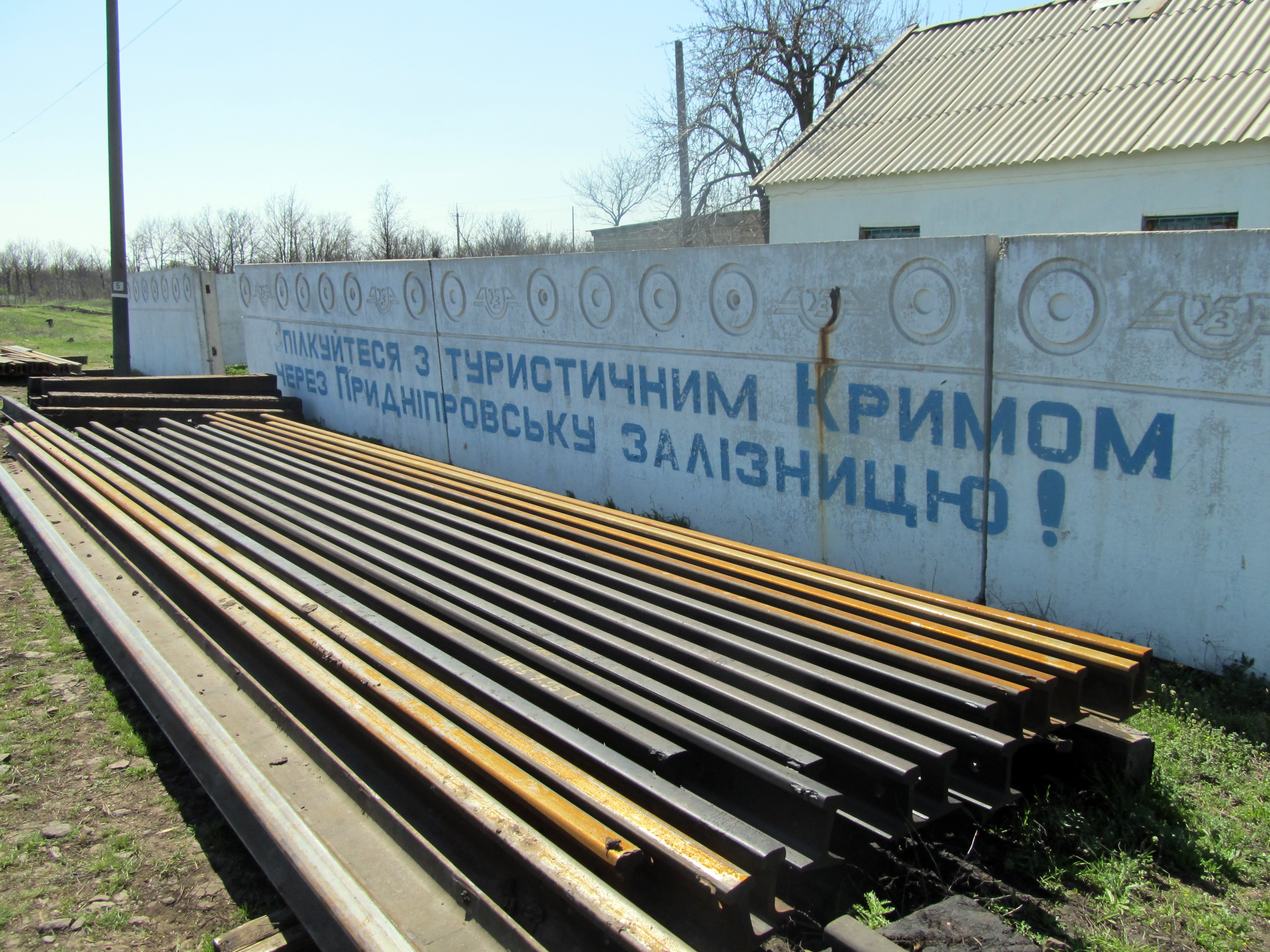
Паркан з рекламою Придніпровської залізниці